# Glendalough

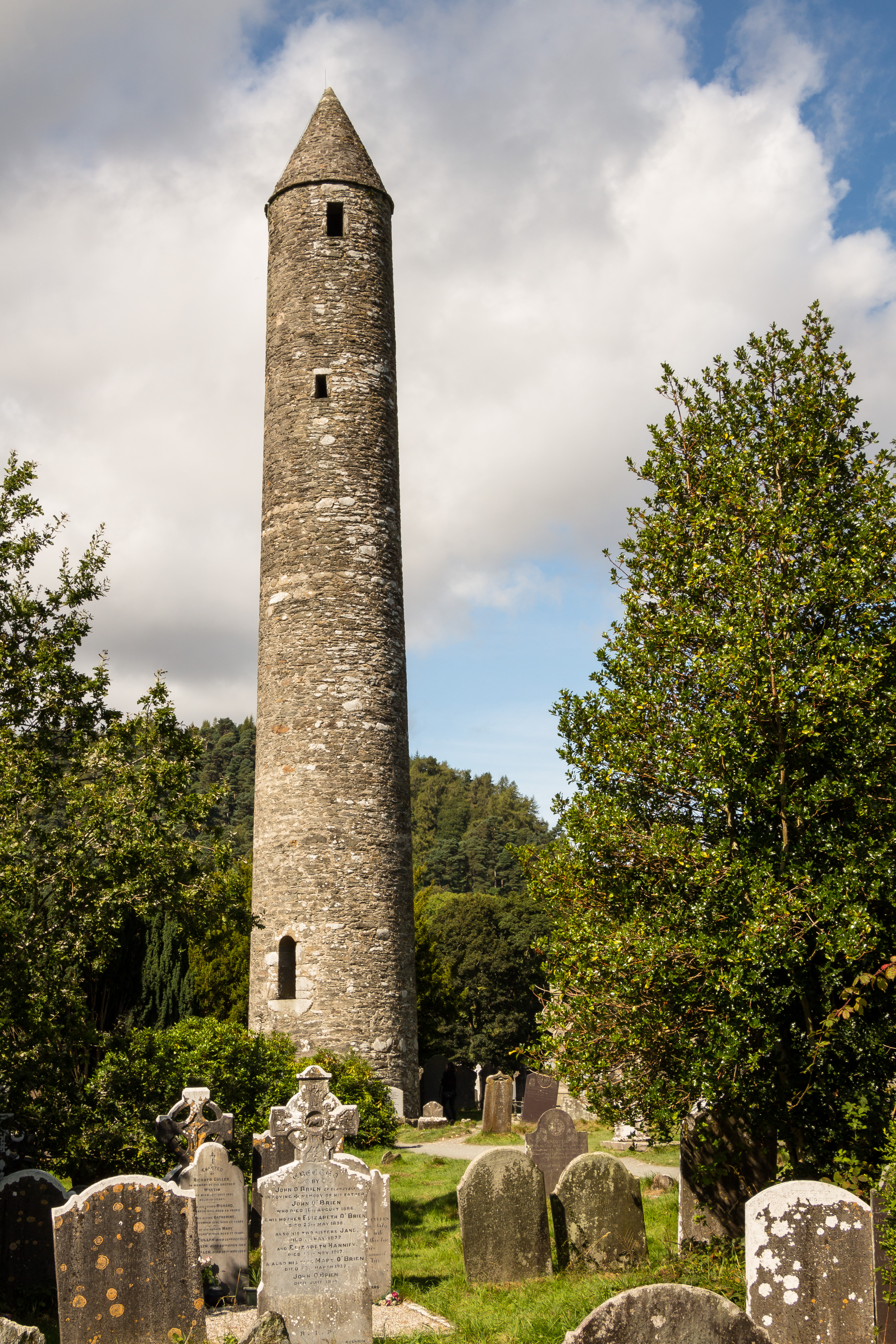
Rundturm

Glendalough ([ˌɡlɛndəˈlɒx], irisch Gleann Dá Loch [ˈgʲlʲɑːn̪ dɑː ˈlox], dt. „Tal zweier Seen“) ist ein Tal in den irischen Wicklow Mountains, etwa 40 km südlich von Dublin gelegen. Es ist bekannt für seine Klostersiedlung – eine der berühmtesten der Insel Irland – am unteren der beiden Seen.

## Geschichte

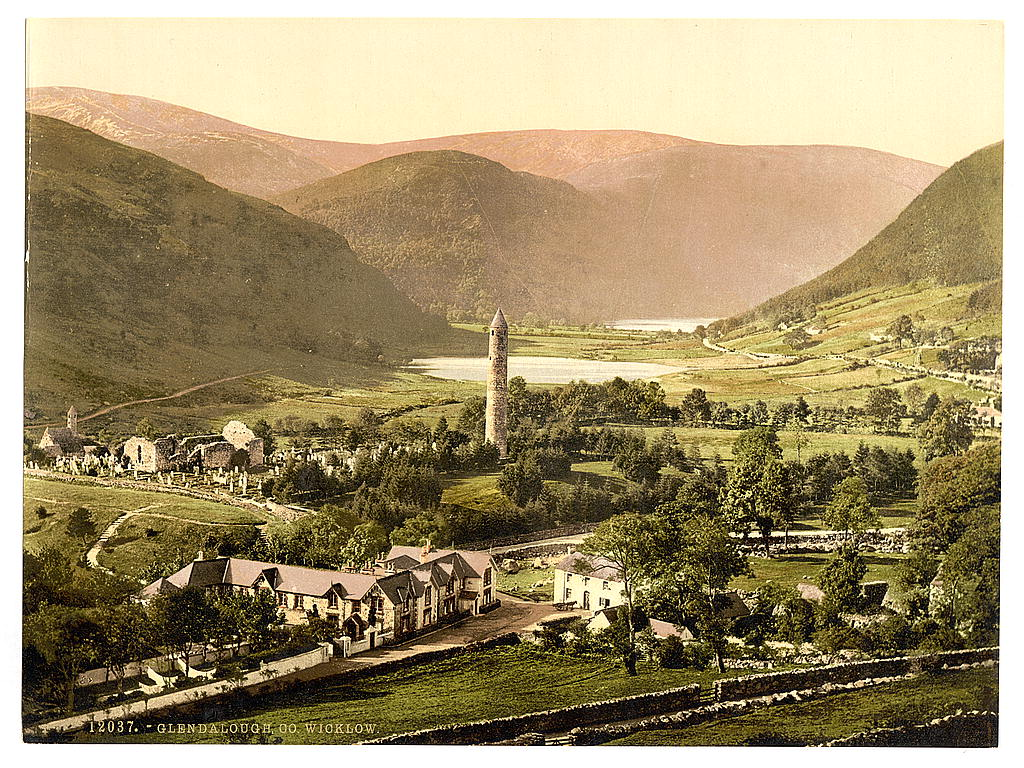
Alte Ansicht von Glendalough (ca. 1890–1900)

Der Heilige Kevin zog sich im 6. Jahrhundert hierhin zurück. Ähnlich dem hl. Franziskus soll er von Vögeln begleitet worden sein und wird daher in bildlichen Darstellungen oftmals mit einer Amsel gezeigt. Er wollte im Einklang mit der Natur und zurückgezogen leben, aber aus seiner Eremitage wurde rasch ein belebtes Zentrum und eine Schule der Iroschottischen Kirche. Kevin soll der Legende nach 618 im Alter von 120 Jahren gestorben sein. In alten Überlieferungen wird berichtet, dass bereits im 12. Jahrhundert mehr als 3000 Menschen im Tal lebten und sieben Kirchen bestanden. Obwohl mehrmals Wikinger und englische Truppen das Kloster überfielen und 1398 großteils zerstörten, konnte es sich noch bis zur Auflösung aller irischen Klöster im Jahr 1539 durch den englischen König Heinrich VIII. behaupten. Jedes Jahr am 3. Juni wird der St. Kevin’s Day begangen und es kommen Pilger aus allen Teilen der Insel ins Tal.
Glendalough ist Sitz eines Titularbistums der Katholischen Kirche.

## Anlage
Das auffälligste Monument der verstreuten Klosteranlagen ist der 33 Meter hohe Rundturm, welcher um 1066 während der Wikingerinvasionen errichtet wurde, um die religiösen Reliquien, Bücher und Kelche zu schützen.
Die gedrungene Kapelle St. Kevin’s Church aus dem 11. Jahrhundert erhielt wegen des an einen Kamin erinnernden Turms auch die Bezeichnung St. Kevin’s Kitchen.
Auch ein Keltenkreuz, St. Kevin’s Cross, kann besichtigt werden. Obwohl es ein typisches Hochkreuz ist, fehlen darauf die Ornamente und die bildliche Darstellung biblischer Geschichten. Es wird angenommen, dass dieses Hochkreuz bemalt war, die Bemalung jedoch im Lauf der Zeit wegerodierte.
In Ufernähe des zweiten Sees befinden sich einige weitere Gebäudereste aus der Gründerzeit des Klosters sowie die Überreste eines Bergbaubetriebes.

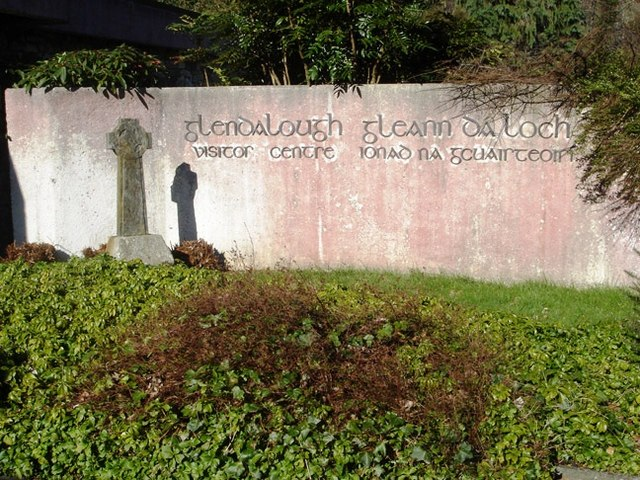
Besucherzentrum
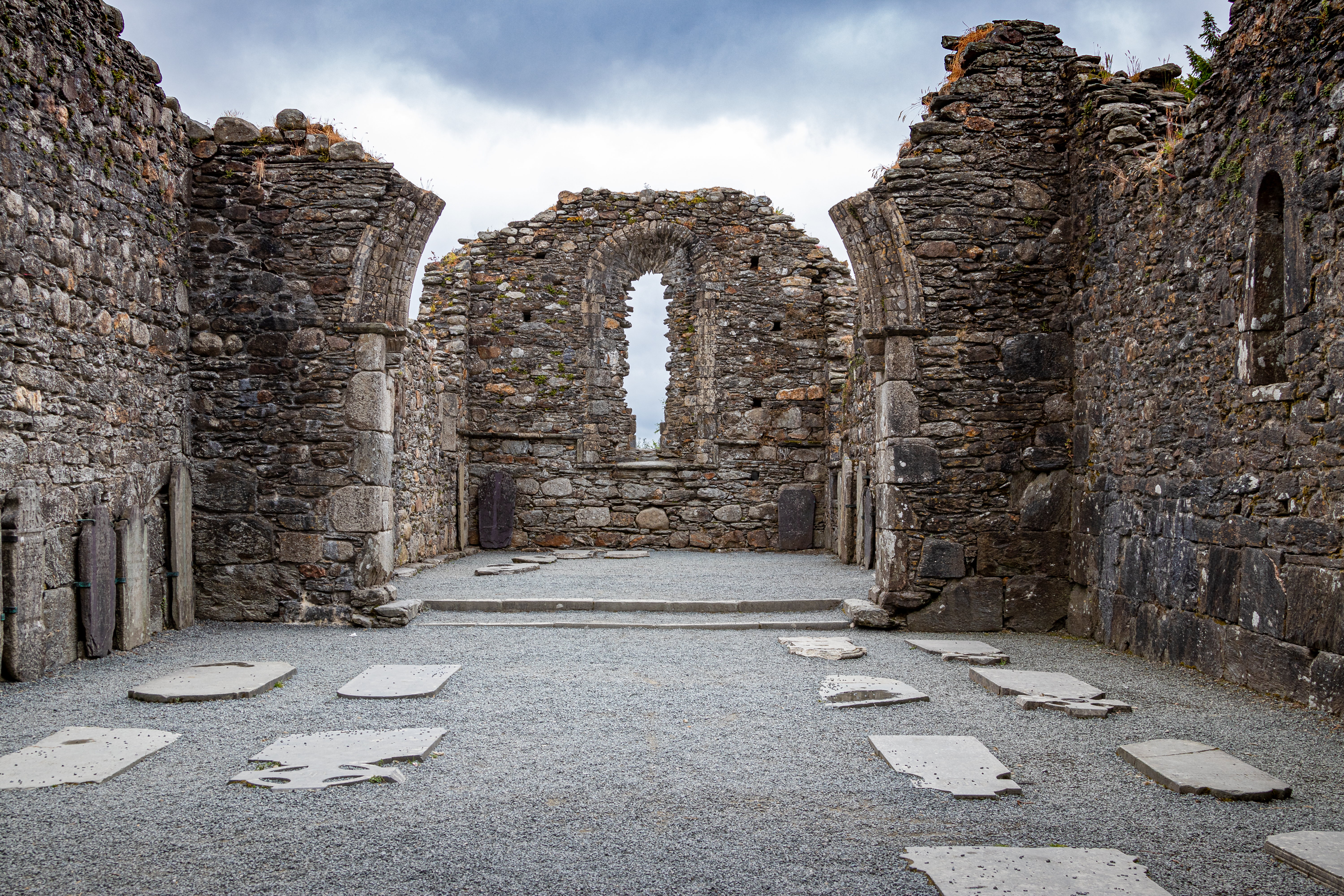
Kathedrale von Glendalough, Innenansicht
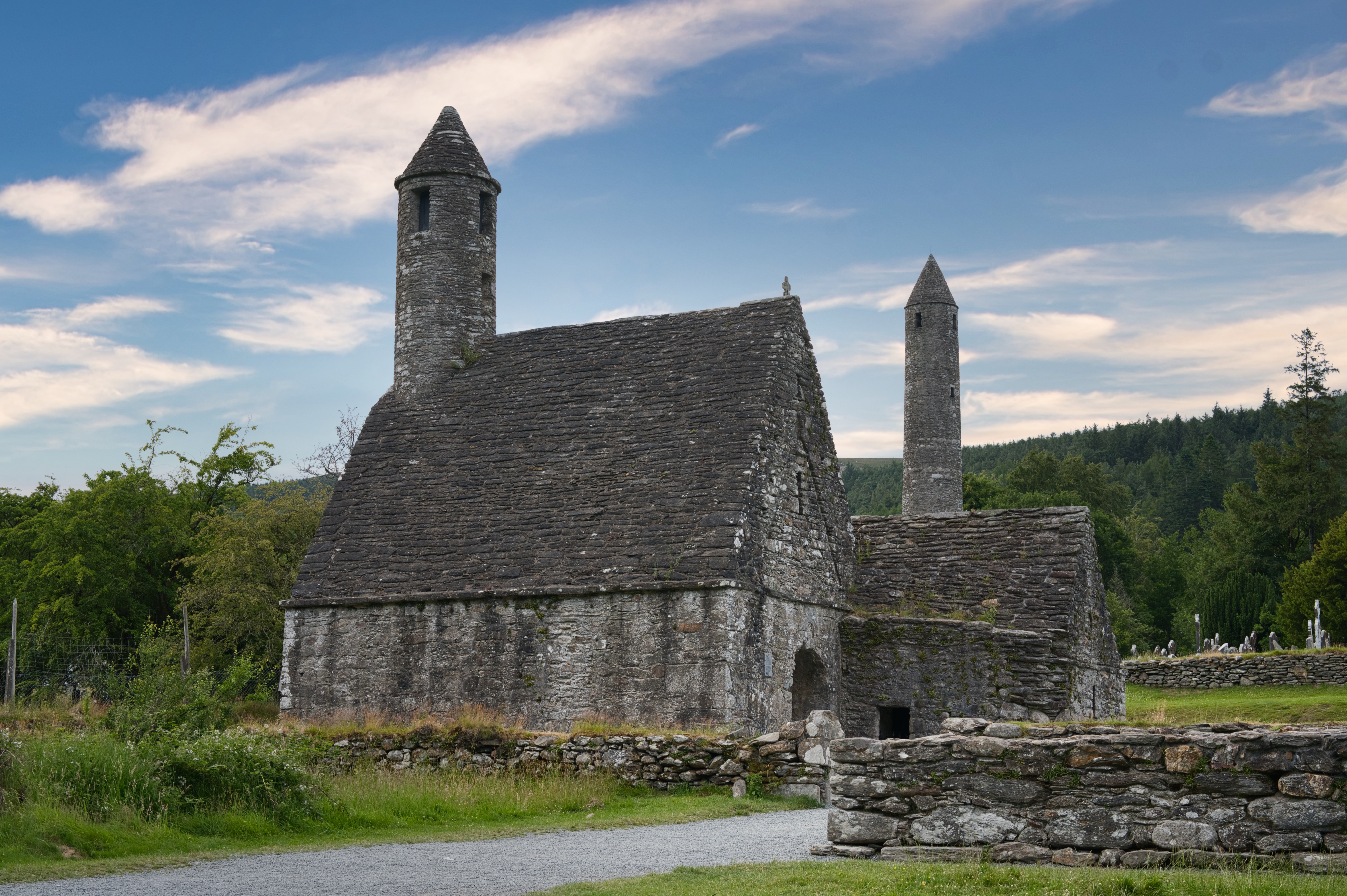
St. Kevin’s Church
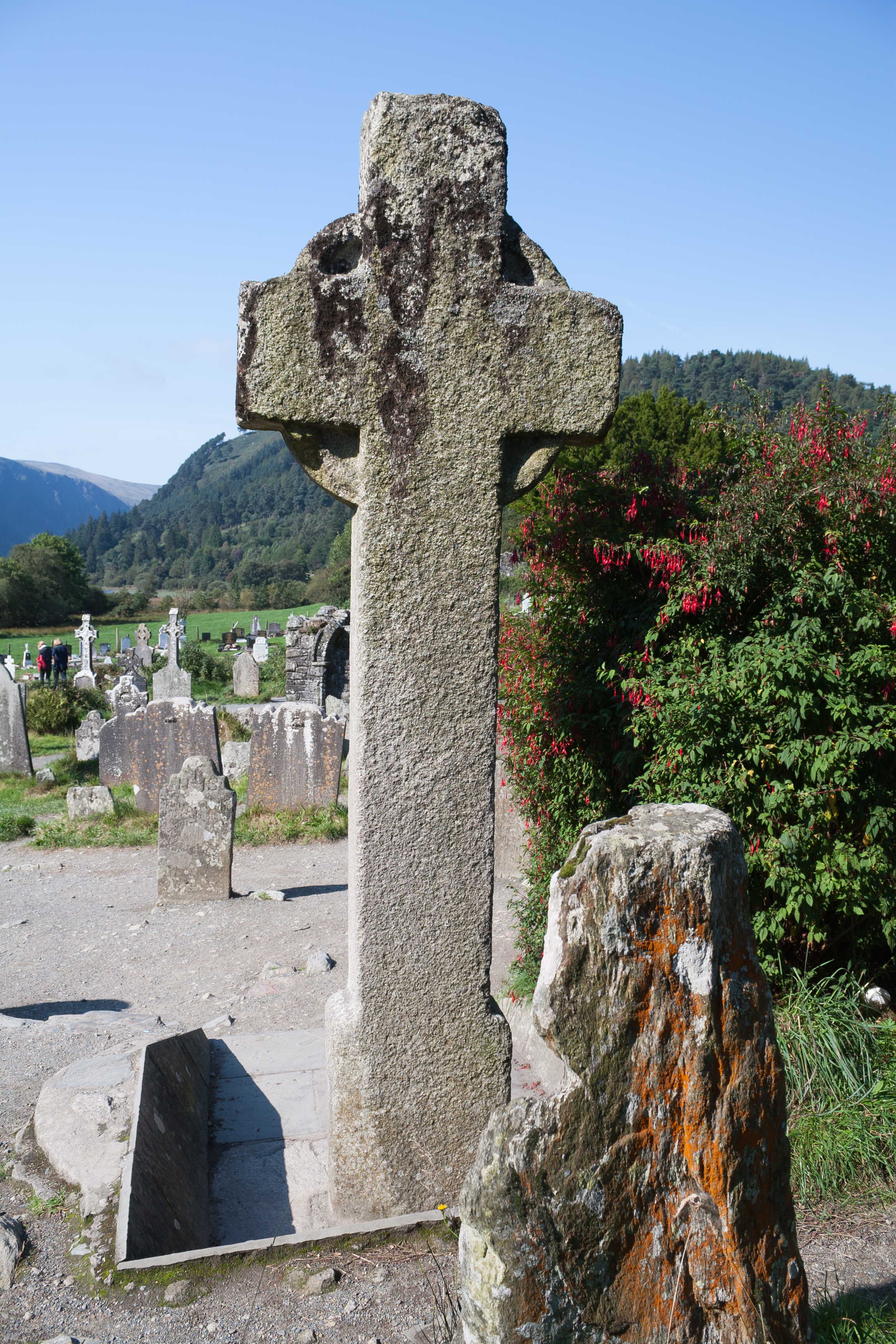
Kevin’s Cross

## Tourismus
Das Glendalough Visitor Center bietet Besuchern umfangreiche Informationen zur Geschichte des Klosters. Neben den historischen Sehenswürdigkeiten gibt es mehrere gut ausgeschilderte Wanderwege.